# 315174 Sellek
315174 Sellek este un asteroid din centura principală de asteroizi.

## Descriere
315174 Sellek este un asteroid din centura principală de asteroizi. A fost descoperit pe 20 martie 2007 în cadrul proiectului CSS. Asteroidul prezintă o orbită caracterizată de o semiaxă mare de 3,17 ua, o excentricitate de 0,22 și o înclinație de 16,0° în raport cu ecliptica.